# Teenage Mutant Ninja Turtles (Image Comics)
Teenage Mutant Ninja Turtles Vol.3 è una serie a fumetti appartenente al franchise delle Tartarughe Ninja pubblicata dalla Image Comics da giugno 1996 a ottobre 1999 ed è stata portata a termine dalla IDW Publishing nel 2020.

## Promozione
Sulla copertina del primo albo della serie è stato scritto questo messaggio promozionale per sottolineare la differenza con la serie televisiva del 1987:

## Storia editoriale
Nel 1996, il fumettista e co-fondatore della Image Comics Erik Larsen, acquisì i diritti delle tartarughe mutanti e le rilanciò con una nuova serie in bianco e nero affidandola a Gary Carlson e Frank Fosco. Il fumetto è in continuità con la serie precedente dei Mirage Studios seppure collocato nello stesso universo dei personaggi Image, alcuni dei quali fanno apparizione come Savage Dragon e Sarah Hill/Horridus che stringe un rapporto sentimentale con Michelangelo. Un elemento caratterizzante questa versione sono le drammatiche ferite che la maggior parte dei personaggi subiscono fin dall'inizio della storia: Donatello viene quasi ucciso e diventa un cyborg, Raffaello rimane sfigurato in volto, Splinter si trasforma in un gigantesco pipistrello, Leonardo perde una mano. In quegli anni le Tartarughe fecero anche cameo in alcuni albi della casa editrice, come The Savage Dragon 41 e Big Bang Comics 10. La testata è poi caratterizzata da un tono cupo e da una narrazione frenetica e ricca d'azione.
La serie si concluse nel 1999 dopo 23 albi, rimanendo incompiuta e non venendo considerata canonica quando in seguito Peter Laird diede inizio ad un nuovo ciclo di avventure. Solo vent'anni dopo venne portata a termine dal nuovo detentore dei diritti, l'editore IDW Publishing: a partire dal 2018 iniziò la pubblicazione di una ristampa a colori della serie Image, sotto il titolo Teenage Mutant Ninja Turtles: Urban Legends, alla quale furono aggiunti tre capitoli inediti realizzati dagli stessi Carlson e Fosco.
In precedenza un finale della serie era stato realizzato a livello amatoriale e non ufficiale, seppure con il supporto di diversi artisti professionisti: Andrew Modeen pubblicò nel 2011 e nel 2012 due fanzine con lo scopo non solo di dare una conclusione al fumetto, ma anche di riallacciare gli eventi con la la serie successiva di Peter Laird del 2001; Modeen scrisse la storia mentre il disegnatore principale fu Arseniy Dubakov, avvalendosi della collaborazione degli stessi Carlson e Fosco, di A.C. Farley, Ross May e dello stesso Kevin Eastman che inchiostrò la copertina del secondo albo. Gli autori contattarono la Viacom per ottenere ufficialmente i diritti di pubblicazione, però senza esito.
La IDW riprese questa versione delle TMNT all'interno di due storie contenute negli speciali pubblicati in occasione del trentennale e del quarantennale del franchise, entrambe realizzate da Carlson e Fosco, Rest in Pieces e Downtime.

## Trama
Nel giorno del diciottesimo compleanno di Donatello, il rifugio nelle fogne delle Tartarughe viene attaccato da un gruppo di cyborg guidati dalla ninja Pimiko. Dopo uno scontro acceso, Splinter e un ferito Donatello vengono rapiti e condotti lontano su un elicottero. Leonardo e i suoi fratelli tornano nel rifugio dove si trovano i resti di uno dei cyborg sconfitti. Raffaello decide di dargli il colpo di grazia, ma viene ferito in volto da un colpo di pistola a raggi, rimanendo sfigurato. Nel frattempo sull'elicottero, Donatello riprende i sensi e combatte per la sua vita venendo infine gettato fuori bordo insieme ad uno dei suoi avversari. Splinter riesce a comunicare a Leonardo la direzione in cui lo stanno portando tramite il piano astrale.
Trovato temporaneo rifugio in un mausoleo abbandonato nel Cimitero di Westwood, Leonardo cerca di mettersi in contatto con Splinter, ma al contrario sente il messaggio di aiuto di Donatello, precipitato in un vicolo e in fin di vita. Nel frattempo Raffaello e Michelangelo scoprono per chi lavora Pimiko, una società chiamata Komodo Inc., e il luogo in cui il loro maestro è stato condotto, un terreno nel nord dello stato di proprietà di quella stessa azienda.
Splinter incontra l'uomo che lo ha fatto rapire Go-Komodo, ultimo esponente di una stirpe che un tempo regnava sul Giappone. Il signore della guerra vuole svelare i segreti della mutazione per risvegliare lo spirito del drago che è dentro di lui. Mentre Komodo mostra a Splinter le sue ricerche vengono attaccati da uno squalo umanoide, Mako, fuggito dalla sua cella e intenzionato ad uccidere il suo carceriere.
Respinto un attacco di Pimiko e delle sue kunoichi, le Tartarughe vanno a recuperare Donatello a bordo della navicella triceratoniana riparata tempo prima da quest'ultimo, ma trovano solo il suo guscio spezzato e uno scheletro. Desiderosi di vendicarsi e di liberare Splinter, si dirigono verso nord. Splinter prende le difese di Komodo che ad un certo punto si trasforma in un enorme drago di komodo, interrompendo lo scontro; Mako fugge mentre Splinter decide di rimanere per cercare di aiutare Komodo, mutato e privo di ragione.
La Tartarughe giungono nei pressi della proprietà di Komodo. Dopo aver dato sepoltura al guscio di Donatello, ed essersi imbattuti nel fuggitivo Mako, le Tartarughe si infiltrano nel castello e scorgono il loro maestro insieme a Go-Komodo. Il signore della guerra vuole sbarazzarsi del ratto mutato perché ha scoperto la sua condizione a cui sta cercando rimedio tramite le ricerche sulla mutazione, per potersi poi dedicare alla conquista del potere appartenuto ai suoi avi. Prima che la sperimentazione su Splinter inizi, Pimiko vuole fargli alcune domande. La kunoichi rivela di essere figlia di Oroku Saki, Shredder,  e vuole sapere se siano lui e i suoi figli i responsabili della sua morte. Splinter risponde di sì.
Pimiko chiede Komodo, a cui deve riconoscenza per aver dato rifugio a sua madre e a lei dopo aver lasciato Saki, di poter sfidare a duello Splinter, ma la sua richiesta è rifiutata. In quel momento le Tartarughe fanno irruzione. Il mutageno viene iniettato a Splinter, ma Pimiko uccide il medico interrompendo il processo. Lo scontro con le kunoichi di Komodo ha inizio. Raffaello aiuta Splinter a nascondersi in un tunnel segreto per poi riprendere a combattere. Uno dei draghi di komodo ha ricevuto il mutageno rimanente di Splinter e si trasforma. La situazione si ribalta quando Donatello, fusosi con la tecnologia del cyborg con cui era precipitato, si unisce allo scontro abbattendo il drago mutato.
Komodo ordina l'autodistruzione del castello e si dà alla fuga, e così fanno le Tartarughe attraverso il tunnel che le conduce in una grotta dove scoprono che Splinter è mutato in un gigantesco pipistrello privo di consapevolezza. L'essere fugge e le Tartarughe decidono di tornare al loro rifugio con la speranza che Splinter li raggiunga una volta riacquistata la ragione.

## Personaggi
- Leonardo

- Donatello

- Raffaello
- Michelangelo

- Splinter
- Go-Komodo: signore della guerra di nobili origine che vuole scoprire i segreti della mutazione per i suoi scopi.
- Pimiko: abile ninja al servizio di Go-Komodo, è figlia di Shredder.
- King Komodo: un drago di komodo mutato appartenuto a Go-Komodo.
- Lady Shredder: misteriosa nuova leader del Clan del Piede.
- Leatherhead: un alligatore mutante amico delle Tartarughe.
- Dr. X: uno scienziato Utrom amico di Leatherhead.
- Savage Dragon
- Sarah Hill: supereroina chiamata Horridus appartenente al team Freak Force che instaura una relazione con Michelangelo.

## Pubblicazioni
Serie regolare
| Nr. | Data           | Sceneggiatura | Disegni     | Chine                                   | Colori ed. IDW | Copertina                                                            |
| --- | -------------- | ------------- | ----------- | --------------------------------------- | -------------- | -------------------------------------------------------------------- |
| 1   | Giugno 1996    | Gary Carlson  | Frank Fosco | Erik Larsen (assistenza di Chance Wolf) | Adam Guzowski  | Erik Larsen (colori di Reuben Rude & I.H.O.C.                        |
| 2   | Luglio 1996    | Gary Carlson  | Frank Fosco | Chance Wolf e Andrew Pepoy              | Adam Guzowski  | Erik Larsen (colori di Reuben Rude & I.H.O.C.                        |
| 3   | Settembre 1996 | Gary Carlson  | Frank Fosco | Andrew Pepoy                            | Adam Guzowski  | Frank Fosco (chine di Erik Larsen, colori di Reuben Rude & I.H.O.C.) |
| 4   | Ottobre 1996   | Gary Carlson  | Frank Fosco | Andrew Pepoy                            | Adam Guzowski  | Frank Fosco (chine di Erik Larsen, colori di Reuben Rude & I.H.O.C.) |
| 5   | Dicembre 1996  | Gary Carlson  | Frank Fosco | Andrew Pepoy                            | Adam Guzowski  | Frank Fosco (chine di Erik Larsen, colori di Reuben Rude & I.H.O.C.) |
| 6   | Gennaio 1997   | Gary Carlson  | Frank Fosco | Andrew Pepoy                            | Adam Guzowski  | Frank Fosco (chine di Erik Larsen, colori di Reuben Rude & I.H.O.C.) |
| 7   | Febbraio 1997  | Gary Carlson  | Frank Fosco | Andrew Pepoy                            | Adam Guzowski  | Frank Fosco (chine di Erik Larsen, colori di Reuben Rude & I.H.O.C.) |
| 8   | Aprile 1997    | Gary Carlson  | Frank Fosco | Andrew Pepoy                            | Adam Guzowski  | Frank Fosco (chine di Erik Larsen, colori di Reuben Rude & I.H.O.C.) |
| 9   | Giugno 1997    | Gary Carlson  | Frank Fosco | Andrew Pepoy                            | Adam Guzowski  | Frank Fosco (chine di Erik Larsen, colori di Reuben Rude & I.H.O.C.) |
| 10  | Luglio 1997    | Gary Carlson  | Frank Fosco | Andrew Pepoy                            | Adam Guzowski  | Frank Fosco e Erik Larsen                                            |
| 11  | Ottobre 1997   | Gary Carlson  | Frank Fosco | Andrew Pepoy                            | Adam Guzowski  | Frank Fosco e Erik Larsen                                            |
| 12  | Dicembre 1997  | Gary Carlson  | Frank Fosco | Mark Heike                              | Adam Guzowski  | Frank Fosco e Erik Larsen                                            |
| 13  | Febbraio 1998  | Gary Carlson  | Frank Fosco | Mark Heike                              | Adam Guzowski  | Frank Fosco e Erik Larsen                                            |
| 14  | Aprile 1998    | Gary Carlson  | Frank Fosco | Mark Heike                              | Adam Guzowski  | Frank Fosco e Erik Larsen                                            |
| 15  | Maggio 1998    | Gary Carlson  | Frank Fosco | Mark Heike                              | Adam Guzowski  | Frank Fosco e Erik Larsen                                            |
| 16  | Luglio 1998    | Gary Carlson  | Frank Fosco | Mark Heike                              | Adam Guzowski  | Frank Fosco e Erik Larsen                                            |
| 17  | Ottobre 1998   | Gary Carlson  | Frank Fosco | Mark Heike                              | Adam Guzowski  | Frank Fosco e Erik Larsen                                            |
| 18  | Novembre 1998  | Gary Carlson  | Frank Fosco | Mark Heike                              | Adam Guzowski  | Frank Fosco e Erik Larsen                                            |
| 19  | Gennaio 1999   | Gary Carlson  | Frank Fosco | Mark Heike                              | Adam Guzowski  | Frank Fosco e Erik Larsen                                            |
| 20  | Marzo 1999     | Gary Carlson  | Frank Fosco | Mark Heike                              | Adam Guzowski  | Frank Fosco e Erik Larsen                                            |
| 21  | Maggio 1999    | Gary Carlson  | Frank Fosco | Mark Heike                              | Adam Guzowski  | Frank Fosco e Erik Larsen                                            |
| 22  | Luglio 1999    | Gary Carlson  | Frank Fosco | Mark Heike                              | Adam Guzowski  | Frank Fosco e Erik Larsen                                            |
| 23  | Ottobre 1999   | Gary Carlson  | Frank Fosco | Frank Fosco                             | Adam Guzowski  | Frank Fosco e Erik Larsen                                            |
| 24  | Luglio 2020    | Gary Carlson  | Frank Fosco | n/a                                     | Adam Guzowski  | Frank Fosco (colori di Courtland Brugger)                            |
| 25  | Luglio 2020    | Gary Carlson  | Frank Fosco | n/a                                     | Adam Guzowski  | Frank Fosco (colori di Courtland Brugger)                            |
| 26  | Agosto 2020    | Gary Carlson  | Frank Fosco | n/a                                     | Adam Guzowski  | Frank Fosco (colori di Courtland Brugger)                            |

Altro
| Data        | Titolo                                 | Sceneggiatura | Disegni                                        | Chine        | Colori                                                 | Copertina    | Prima edizione italiana | Data italiana |
| ----------- | -------------------------------------- | ------------- | ---------------------------------------------- | ------------ | ------------------------------------------------------ | ------------ | ----------------------- | ------------- |
| Marzo 1996  | Bodycount                              | Kevin Eastman | Kevin Eastman (layout) e Simon Bisley (matite) | Simon Bisley | Steve Lavigne, Altered Earth Arts (colori al computer) | Simon Bisley | Bodycount (Edizioni BD) | Gennaio 2009  |
| Aprile 1996 | Bodycount                              | Kevin Eastman | Kevin Eastman (layout) e Simon Bisley (matite) | Simon Bisley | Steve Lavigne, Altered Earth Arts (colori al computer) | Simon Bisley | Bodycount (Edizioni BD) | Gennaio 2009  |
| Maggio 1996 | Bodycount                              | Kevin Eastman | Kevin Eastman (layout) e Simon Bisley (matite) | Simon Bisley | Steve Lavigne, Altered Earth Arts (colori al computer) | Simon Bisley | Bodycount (Edizioni BD) | Gennaio 2009  |
| Luglio 1996 | Bodycount                              | Kevin Eastman | Kevin Eastman (layout) e Simon Bisley (matite) | Simon Bisley | Steve Lavigne, Altered Earth Arts (colori al computer) | Simon Bisley | Bodycount (Edizioni BD) | Gennaio 2009  |
| Maggio 1997 | Galahad (collana Big Bang Comics n.10) | Gary Carlson  | Clarence Burk                                  | Jim Bronzman | bianco e nero                                          | Ben Torres   | Inedito                 | n/a           |